# Vickers Viscount
De Vickers Viscount was het eerste turboprop aangedreven verkeersvliegtuig uit de geschiedenis, gebouwd in de jaren 40 en de jaren 50 van de 20e eeuw. Na de eerste Viscount-proefvluchten in 1948 heeft de Britse vliegtuigenfabriek Vickers-Armstrongs tussen 1953 en 1963 in totaal 445 exemplaren gebouwd. Dat maakte de machine op dat moment het meest succesvolle naoorlogse vliegtuig.

## Geschiedenis
Het oorspronkelijke ontwerp van de Viscount had een bereik van zo’n 2800 km en kon 24 passagiers vervoeren. Op verzoek van British European Airways (BEA), die de eerste toestellen zou gaan afnemen, werd de capaciteit door Vickers meteen uitgebreid naar 32 stoelen. Verder viel het ontwerp in de smaak waardoor aan de bouw zou worden begonnen.
Oorspronkelijk werden twee prototypes gebouwd onder de type aanduiding -630 . De eerste proefvlucht vond plaats op 16 juli 1948 en na een tijd van uitvoerig testen was de Viscount op 27 juli 1950 volledig gecertificeerd en konden deze eerste twee toestellen in gebruik worden genomen door BEA.
Al snel nadat de Viscount operationeel werd gebruikt, was BEA van mening dat hij toch niet snel genoeg was, en ook moest de capaciteit wederom opgevoerd worden wilde Vickers een vervolgorder ontvangen. Een tweede type werd ontworpen onder de naam -700 met een capaciteit van 53 passagiers en een kruissnelheid van 500 km/h. In 1953 nam BEA 20 van deze machines in ontvangst en ook andere maatschappijen begonnen nu te bestellen.
Er zijn van het type –700 versies met verschillende motoren uitgebracht en er kwam een langere Vickers Viscount -800  uit met 75 passagiersstoelen.

## Viscounts bij de KLM

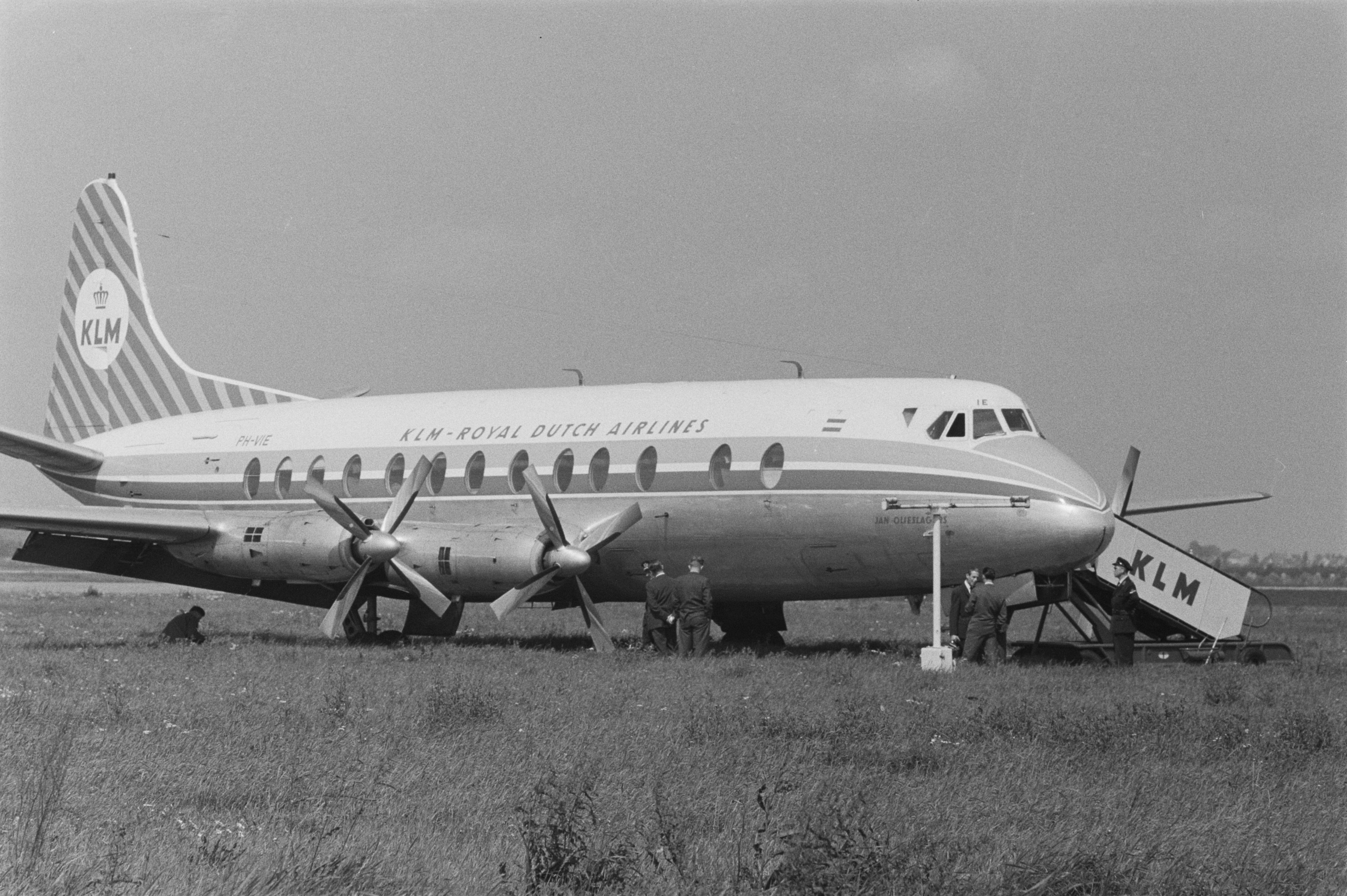
KLM-Viscount Jan Olieslagers is op Schiphol naast de baan terechtgekomen, 17 augustus 1960

Ook de KLM heeft met in totaal 9 Viscounts gevlogen, alle van het verlengde -800 type. De eerste met registratie PH-VIA werd afgeleverd op 6 juni 1957.